# Laura Choinet
Laura Choinet, née le 25 septembre 1984, est une joueuse française de badminton. Elle est 7 fois championne de France de badminton, dont 2 fois en double dames et 5 fois en mixte. 

## Carrière
Laura obtient son premier titre aux championnats de France jeunes en 1998. En 2009 elle gagne son premier titre de championne de France en mixte avec Baptiste Carême. En 2010, alors qu'elle est numéro 1 en France, elle participe aux championnats de monde de badminton, mais elle est éliminée dès le premier tour en double et en mixte. En parallèle avec sa carrière dans le badminton, Laura suit des études à l'école de kinésithérapeute de Saint-Maurice. 

## Palmarès

### Tournois internationaux
Double dames
| Année | Tournoi                    | Partenaire           | Adversaire                                | Score               | Résultat  |
| ----- | -------------------------- | -------------------- | ----------------------------------------- | ------------------- | --------- |
| 2003  | Welsh International        | Perrine Le Buhanic   | Ella Karachkova Anastasia Russkikh        | 1–15, 4–15          | Finaliste |
| 2009  | Le Volant d'Or de Toulouse | Weny Rahmawati       | Valéria Sorokina Nina Vislova             | 12–21, 21–15, 9–21  | Finaliste |
| 2010  | International de Turquie   | Audrey Fontaine      | Anastasia Chervaykova Maria Korobeyinkova | 15–21, 11–21        | Finaliste |
| 2011  | International de Suisse    | Audrey Fontaine      | Pradnya Gadre Prajakta Sawant             | 21–19, 10–21, 10–21 | Finaliste |
| 2015  | Mercosur International     | Teshana Vignes Waran | Özge Bayrak Neslihan Yiğit                | 10–21, 11–21        | Finaliste |

| Année | Tournoi                  | Partenaire         | Adversaire                            | Score                    | Résultat  |
| ----- | ------------------------ | ------------------ | ------------------------------------- | ------------------------ | --------- |
| 2008  | International de Croatie | Baptiste Carême    | Vladimir Métodiev Gabriela Banova     | 21–11, 21–15             | Vainqueur |
| 2010  | International de Turquie | Baptiste Carême    | Mads Pieler Kolding Julie Houmann     | 12–21, 18–21             | Finaliste |
| 2013  | Porto Rico International | Laurent Constantin | Robert Mateusiak Agnieszka Wojtkowska | 13–21, 8–21              | Finaliste |
| 2014  | International du Brésil  | Laurent Constantin | Gaëtan Mittelheisser Audrey Fontaine  | 11-10, 5-11, 11-10, 11-7 | Vainqueur |

 BWF International Challenge
 BWF International Series

### Championnats de France
| Année | Catégorie    | Partenaire         | Derniers adversaires                 | Rang      |
| ----- | ------------ | ------------------ | ------------------------------------ | --------- |
| 2009  | Double Mixte | Baptiste Carême    | -                                    | Vainqueur |
| 2010  | Double Dames | Weny Rasidi        | Elisa Chanteur Barbara Matias        | Vainqueur |
| 2010  | Double Mixte | Baptiste Carême    | Sylvain Grosjean Elodie Eymard       | Vainqueur |
| 2011  | Double Dames | Weny Rasidi        | Léa Palermo Lorraine Baumann         | Vainqueur |
| 2011  | Double Mixte | Baptiste Carême    | Sylvain Grosjean Emilie Lefel        | Vainqueur |
| 2013  | Double Mixte | Ronan Labar        | Bastian Kersaudy Anne Tran           | Vainqueur |
| 2014  | Double Dames | Anne Tran          | Delphine Lansac Stacey Guerin        | Finaliste |
| 2014  | Double Mixte | Laurent Constantin | Gaëtan Mittelheisser Audrey Fontaine | Vainqueur |

## Vie privée
Laura Choinet est mariée avec une ancienne joueuse écossaise de badminton Imogen Bankier depuis 2018. 